# Знаки сервісу
Знаки сервісу інформують учасників дорожнього руху про розташування об'єктів обслуговування.

## Галерея

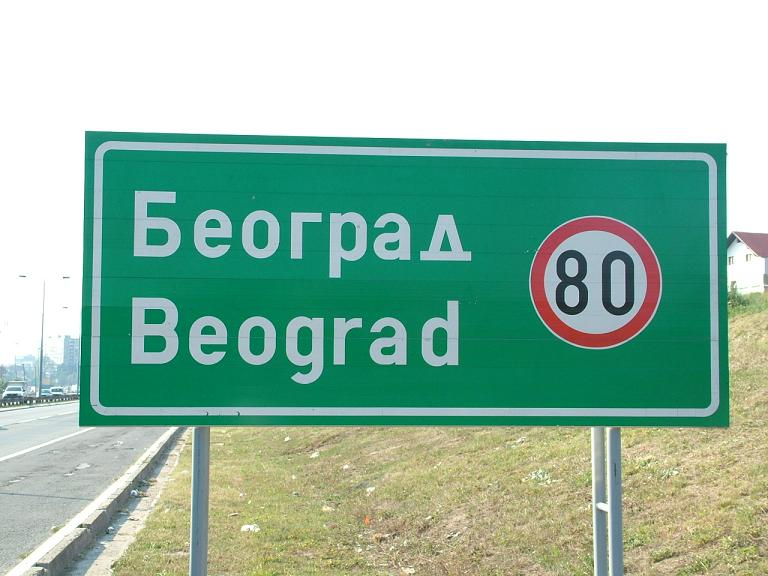
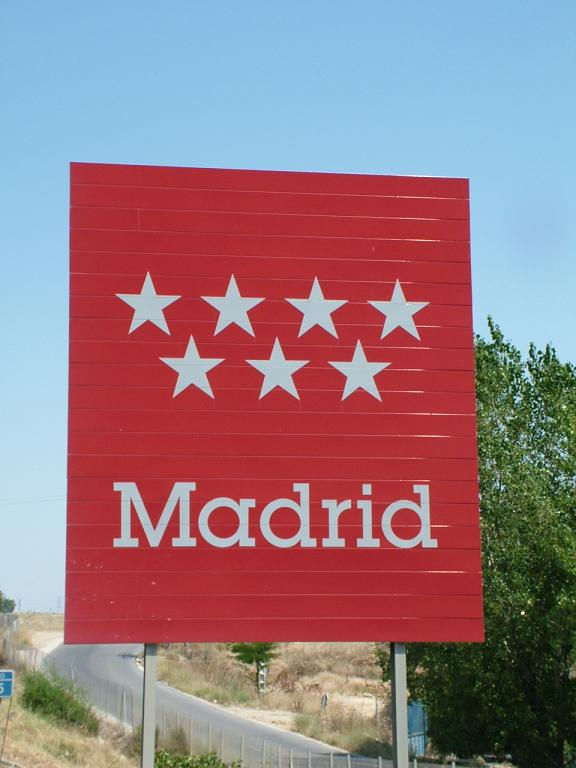

### Знаки сервісу вПравилах дорожнього рухуУкраїни

Пункт першої медичної допомоги.
Лікарня.
Телефон для виклику аварійної служби.
Вогнегасник.
Пункт технічного обслуговування.
Пункт миття автомобілів.
Автозаправна станція.
Телефон.
Пункт довідкової служби.
Пост ДАІ.
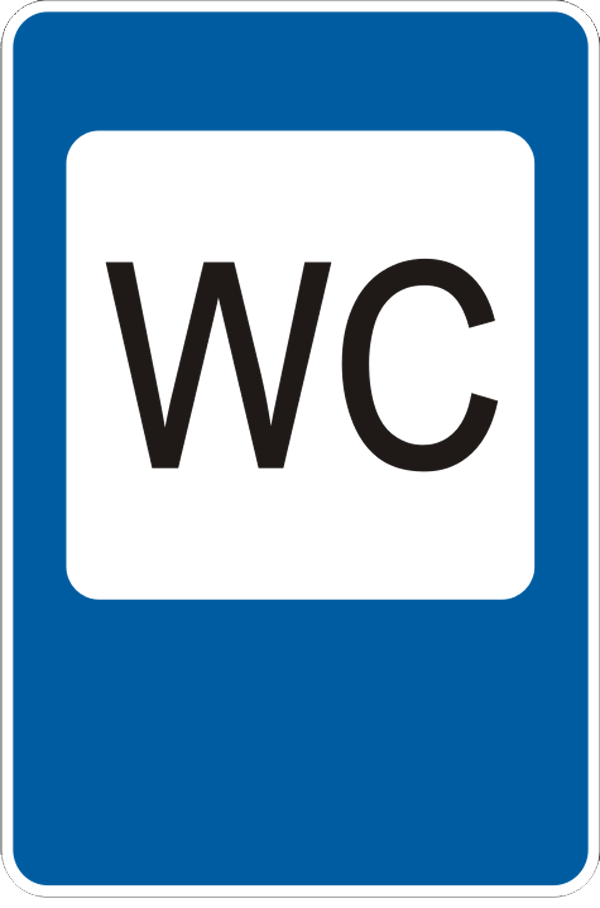
Туалет.
Питна вода.
Ресторан або їдальня.
Буфет.
Місце відпочинку.
Готель або мотель.
Туристична база.
Кемпінг.
Місце стоянки причепів у кемпінгу.
Ділянка для табору  автотуристів  і  місце  стоянки причепів у кемпінгу.
Будинки для відпочинку.
Початок пішохідного маршруту.
Пляж або басейн.
Визначні місця.